# Princípio da identidade dos indiscerníveis
Princípio da identidade dos indiscerníveis é uma das leis de Leibniz que afirma que, se x e y compartilham todas suas propriedades, x e y são idênticos. Em lógica de segunda ordem, o princípio da identidade dos indiscerníveis é expresso da seguinte forma: ∀x ∀y ∀Φ ((Φx → Φy) → x=y).
O que, em filosofia, chama-se de Lei de Leibniz é um princípio mais forte, que inclui a identidade dos indicerníveis: ∀x ∀y ∀Φ ((Φx → Φy) ⇔ x=y). Lido no sentido inverso (∀x ∀y ∀Φ (x=y → (Φx → Φy))) a Lei de Leibniz indica a indicernibilidade dos idênticos.